# Rundum gesund
Rundum gesund war ein Ratgebermagazin des SWR Fernsehens mit dem Thema menschliche Gesundheit, das von Januar 2019 bis April 2021 ausgestrahlt wurde. Abgelöst wurde die Sendung durch Doc Fischer.
In der Sendung wurden medizinische Schwerpunktthemen unterhaltsam gezeigt, vom Moderator Dennis Wilms medizinische Experten dazu interviewt und weitere gesundheitliche Themen angeschnitten.

## Schwerpunktthemen
Aufgelistet auf:

### 2019
| Nr. | Originaltitel                                                                                       | Erstausstrahlung |
| --- | --------------------------------------------------------------------------------------------------- | ---------------- |
| 1   | Schlaganfall                                                                                        | 21. Jan. 2019    |
| 2   | Besser Schlafen                                                                                     | 28. Feb. 2019    |
| 3   | Immunsystem (Grippe und Grippeschutzimpfung)/Sport in der kalten Jahreszeit?/Draußen Sport treiben? | 11. Feb. 2019    |
| 4   | Gesunder Darm/Vitamin-D-Präparate: Hype oder Heilung?                                               | 18. Feb. 2019    |
| 5   | Arthrose/Broken-heart-Syndrom                                                                       | 18. März 2019    |
| 6   | Haut/Brustkrebs beim Mann                                                                           | 25. März 2019    |
| 7   | Depression/Richtig Erste Hilfe leisten                                                              | 8. Apr. 2019     |
| 8   | Blutdruck/ADHS bei Erwachsenen                                                                      | 15. Apr. 2019    |
| 9   | Rücken bei Erwachsenen                                                                              | 29. Apr. 2019    |
| 10  | Stress                                                                                              | 13. Mai 2019     |
| 11  | Schilddrüse                                                                                         | 20. Mai 2019     |
| 12  | Gehör                                                                                               | 27. Mai 2019     |
| 13  | Schmerzen bei Kindern / Schlaf-Gadgets                                                              | 17. Juni 2019    |
| 14  | Herz aus dem Takt                                                                                   | 24. Juni 2019    |
| 15  | Demenz / Fleischlos glücklich?                                                                      | 8. Juli 2019     |
| 16  | Migräne / Fit durch Rollatortanz                                                                    | 16. Sep. 2019    |
| 17  | Diabetes / Individuelle Krebstherapie                                                               | 23. Sep. 2019    |
| 18  | Füße                                                                                                | 30. Sep. 2019    |
| 19  | Wechseljahre                                                                                        | 7. Okt. 2019     |
| 20  | Zähne / Sepsis – vermeidbare Todesfalle?                                                            | 14. Okt. 2019    |
| 21  | Endlich schmerzfrei!                                                                                | 21. Okt. 2019    |
| 22  | Starke Knochen – beweglich und mobil bleiben                                                        | 28. Okt. 2019    |
| 23  | Hoffnung bei Demenz und Parkinson                                                                   | 4. Nov. 2019     |
| 24  | Die Haut – ein sensibles Organ                                                                      | 11. Nov. 2019    |
| 25  | Venen und Arterien – die Lebensadern schützen                                                       | 18. Nov. 2019    |

### 2020
| Nr. | Originaltitel                                                      | Erstausstrahlung |
| --- | ------------------------------------------------------------------ | ---------------- |
| 26  | Glücklich und gesund                                               | 13. Jan. 2020    |
| 27  | Magen und Darm – das zweite Gehirn                                 | 20. Jan. 2020    |
| 28  | Keime, Viren und Bakterien – zwischen Schutzschild und Krankmacher | 27. Jan. 2020    |
| 29  | Alkohol, Medikamente & Co. – Wege aus der Sucht                    | 3. Feb. 2020     |
| 30  | Volkskrankheit Heuschnupfen – Was hilft?                           | 10. Feb. 2020    |
| 31  | Runter mit den Kilos – leichter Abnehmen                           | 2. März 2020     |
| 32  | Das Auge – den Durchblick erhalten                                 | 9. März 2020     |
| 33  | Corona: Wie schaffen wir Nähe, ohne uns zu nah zu kommen           | 23. März 2020    |
| 34  | Sich selbst und andere schützen                                    | 30. März 2020    |
| 35  | Aktuelles und Tipps zur Corona-Pandemie                            | 6. Apr. 2020     |
| 36  | Leben mit dem Virus – den Alltag meistern                          | 20. Apr. 2020    |
| 37  | Mund und Rachen – starke Abwehr, freie Stimme                      | 27. Apr. 2020    |
| 38  | Das Kreuz mit dem Rücken – Ischias, Hexenschuss & Co.              | 4. Mai 2020      |
| 39  | Den Körper entgiften – Leber und Niere schützen                    | 11. Mai 2020     |
| 40  | Blut – das flüssige Organ                                          | 18. Mai 2020     |
| 41  | Atmen und Riechen – Wunderwerk Nase                                | 25. Mai 2020     |
| 42  | Nervensystem außer Kontrolle – Epilepsie und Multiple Sklerose     | 8. Juni 2020     |
| 43  | So bleibt Frau gesund                                              | 15. Juni 2020    |
| 44  | Gute Nacht! Erholsam schlafen                                      | 22. Juni 2020    |
| 45  | Gesunde Zähne – gesunder Körper                                    | 29. Juni 2020    |
| 46  | Neue Lebenskraft – Wege aus der Erschöpfung                        | 6. Juli 2020     |
| 47  | Gesunde Haare und Nägel                                            | 5. Okt. 2020     |
| 48  | Gut leben mit Allergien und Unverträglichkeiten                    | 12. Okt. 2020    |
| 49  | Ein starkes Immunsystem für Gesundheit und Wohlbefinden            | 19. Okt. 2020    |
| 50  | Was das Herz begehrt                                               | 26. Okt. 2020    |
| 51  | Runter mit den Kilos – gesunde Ernährung, vitaler Körper           | 2. Nov. 2020     |
| 52  | Gefäßerkrankungen vorbeugen und behandeln                          | 9. Nov. 2020     |
| 53  | Sich wohlfühlen in seiner Haut                                     | 16. Nov. 2020    |
| 54  | Der Einfluss der Hormone                                           | 23. Nov. 2020    |
| 55  | Gut sehen – die Augen gesund halten                                | 30. Nov. 2020    |
| 56  | Gesunder Darm – gutes Bauchgefühl                                  | 7. Dez. 2020     |
| 57  | Muskeln stärken, Sehnen schützen – ein Plus für die Gesundheit     | 14. Dez. 2020    |
| 58  | Wege aus der Angst                                                 | 21. Dez. 2020    |
| 59  | Gesund im neuen Jahr – Ziele leicht erreichen                      | 28. Dez. 2020    |

### 2021
| Nr. | Originaltitel                          | Erstausstrahlung |
| --- | -------------------------------------- | ---------------- |
| 60  | So bleibt Mann gesund                  | 4. Jan. 2021     |
| 61  | Arthritis, Gicht, Rheuma – was hilft?  | 11. Jan. 2021    |
| 62  | Ganz Ohr – besser hören, aktiver leben | 18. Jan. 2021    |
| 63  | Gut zu Fuß – ein Leben lang            | 25. Jan. 2021    |
| 64  | Liebe, Lust und Leidenschaft           | 1. Feb. 2021     |
| 65  | Bewegliche Gelenke – lange fit bleiben | 12. Apr. 2021    |
| 66  | Lunge und Bronchien – frei durchatmen  | 19. Apr. 2021    |